# Buftea
Buftea (pronunciació en romanès: [ˈBufte̯a]) és una ciutat del comtat d'Ilfov, Muntènia, Romania, situada a 20 km) al nord-oest de Bucarest. El poble Buciumeni és administrat per la ciutat.
Els estudis de cinema MediaPro Pictures i el palau Buftea de la família Știrbei es troben a Buftea.
És la ciutat natal de la medalla olímpica de bronze i la doble remera campiona d'Europa Daniela Druncea.
Segons el cens del 2011, la població de Buftea és de 22.178 habitants, respecte al cens anterior del 2002, quan es van registrar 20.350 habitants. La majoria dels habitants són romanesos (88,85%), amb una minoria de gitanos (6,81%). Per al 4,08% de la població, es desconeix l'ètnia. Des del punt de vista confessional, la majoria dels habitants són ortodoxos (93,64%). Per al 4,04% de la població, no es coneix l'afiliació confessional.

## Fills il·lustres
- Mihai Aioani
- Marius Bâtfoi
- Elisa Brătianu
- Alina Eremia
- Daniela Druncea
- Nicolae Grigore
- Constantin Lupulescu
- Barbu Știrbey